# 阿萊貝省
5°30′N 3°40′W / 5.500°N 3.667°W

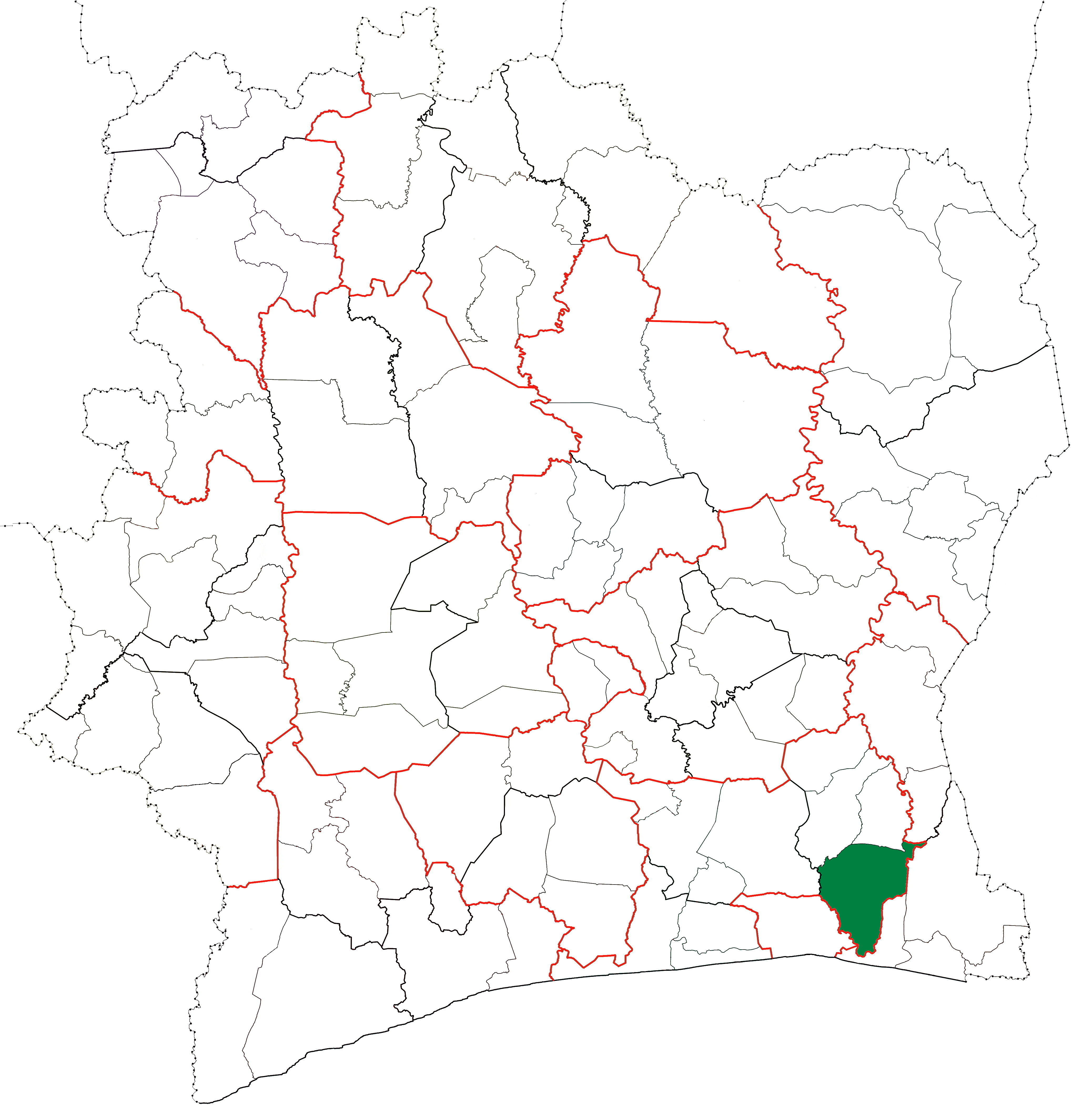

阿萊貝省（Alépé Department），是科特迪瓦的省份，位於該國南部潟湖區，由拉梅大區負責管轄，成立於1998年，面積2,700平方公里，2014年人口125,877，人口密度每平方公里47人。